# Sześć światów

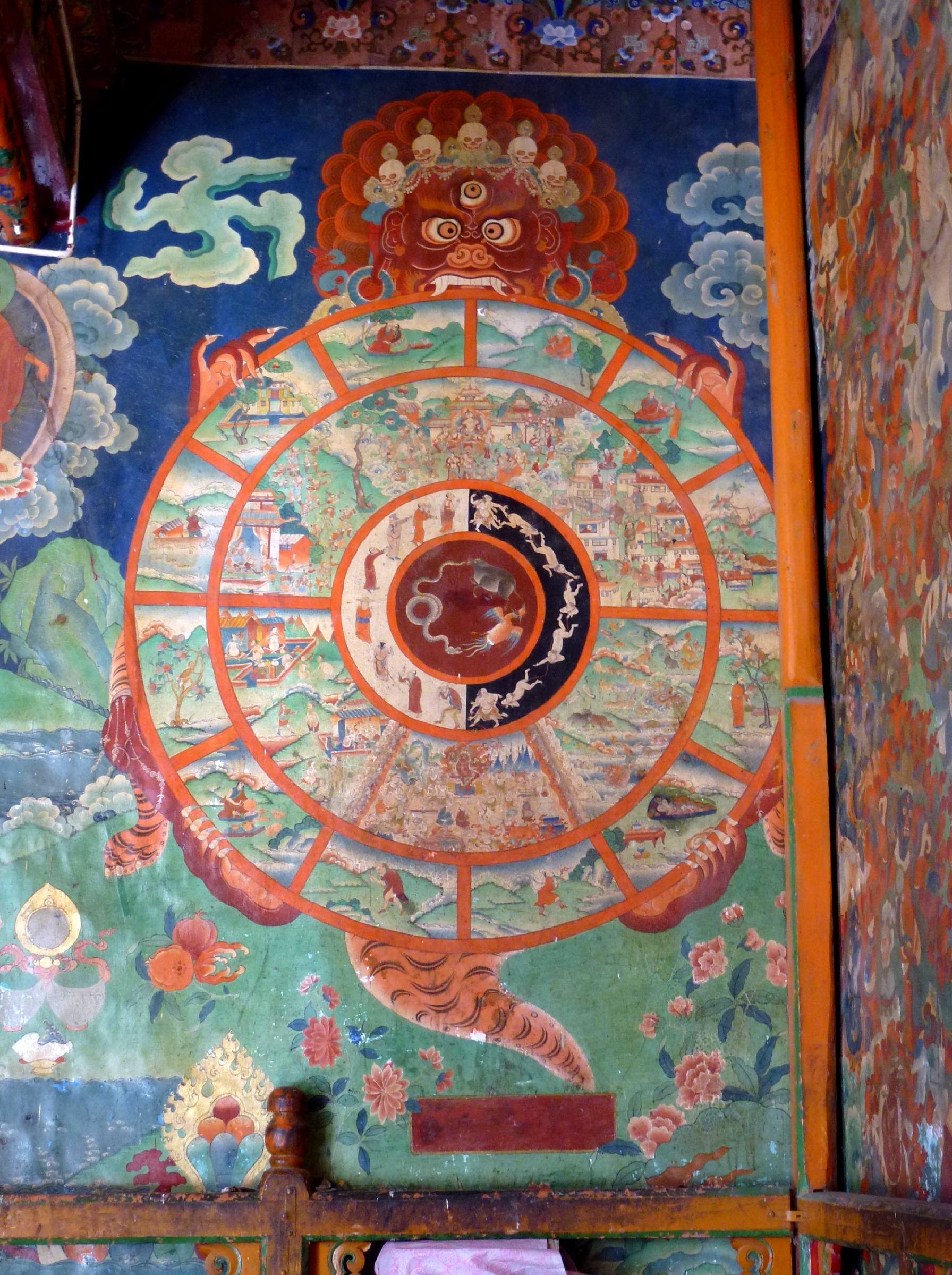
Tybetańskie Koło życia, na którym tradycyjnie zaznaczane jest Sześć Światów

Sześć światów (sześć sfer egzystencji, sześć krain ponownych narodzin) – krainy, w których można odrodzić się po śmierci. Są to: 
1. Świat piekieł
2. Świat głodnych duchów
3. Świat zwierząt
4. Świat ludzi
5. Świat aśurów (półbogów)
6. Świat bogów (niebo)

Niekończąca się i pełna cierpienia wędrówka istot w świecie samsary to właśnie odradzanie się w sześciu światach. To w jakim świecie aktualnie przebywamy uwarunkowane jest naszym działaniem, czyli karmą. Wyjście poza cierpienia samsary jest możliwe jedynie ze świata ludzi dla istot, które osiągnęły oświecenie i są buddami lub arahantami.
Doktryna sześciu światów jest albo interpretowana dosłownie, albo jako przenośne określenia stanów ludzkiego umysłu.